# Pleurothallis carnosa
Pleurothallis carnosa là một loài thực vật có hoa trong họ Lan. Loài này được Braid miêu tả khoa học đầu tiên năm 1924.